# Marcos (azienda)
La Marcos è stata una piccola casa automobilistica inglese, fondata a Luton nel 1959 da Jem Marsh e Frank Costin (Marcos è, infatti, la fusione delle prime tre lettere del cognome di Marsh con le prime tre di quello di Costin). È restata in attività, con alcune interruzioni, sino al 2007.

## Storia
La Casa nacque con l'intento di produrre automobili sportive con telaio in legno e carrozzeria in vetroresina.
L'esperienza di Frank Costin (fratello, tra l'altro, di Mike Costin, cofondatore della Cosworth) nel settore aeronautico, dove aveva appreso i segreti delle strutture in legno e della vetroresina, fu fondamentale nei primi anni d'attività della Marcos.
La prima automobile prodotta fu la GT 1000 nel 1960, spinta da motori d'origine Ford Anglia (997 cm³). Nonostante la linea poco gradevole (venne soprannominata ugly ducklin, ovvero brutto anatroccolo) l'auto, prodotta in appena 39 esemplari, si ritagliò una discreta reputazione sportiva.
L'anno successivo venne rimpiazzata dalla GT 1500, un'originale coupé a 3 volumi con porte ad ali di gabbiano mossa dal motore di 1498 cm³ della Ford Consul 315; tra gli utilizzatori in gara vi fu anche il giovane Jackie Stewart.

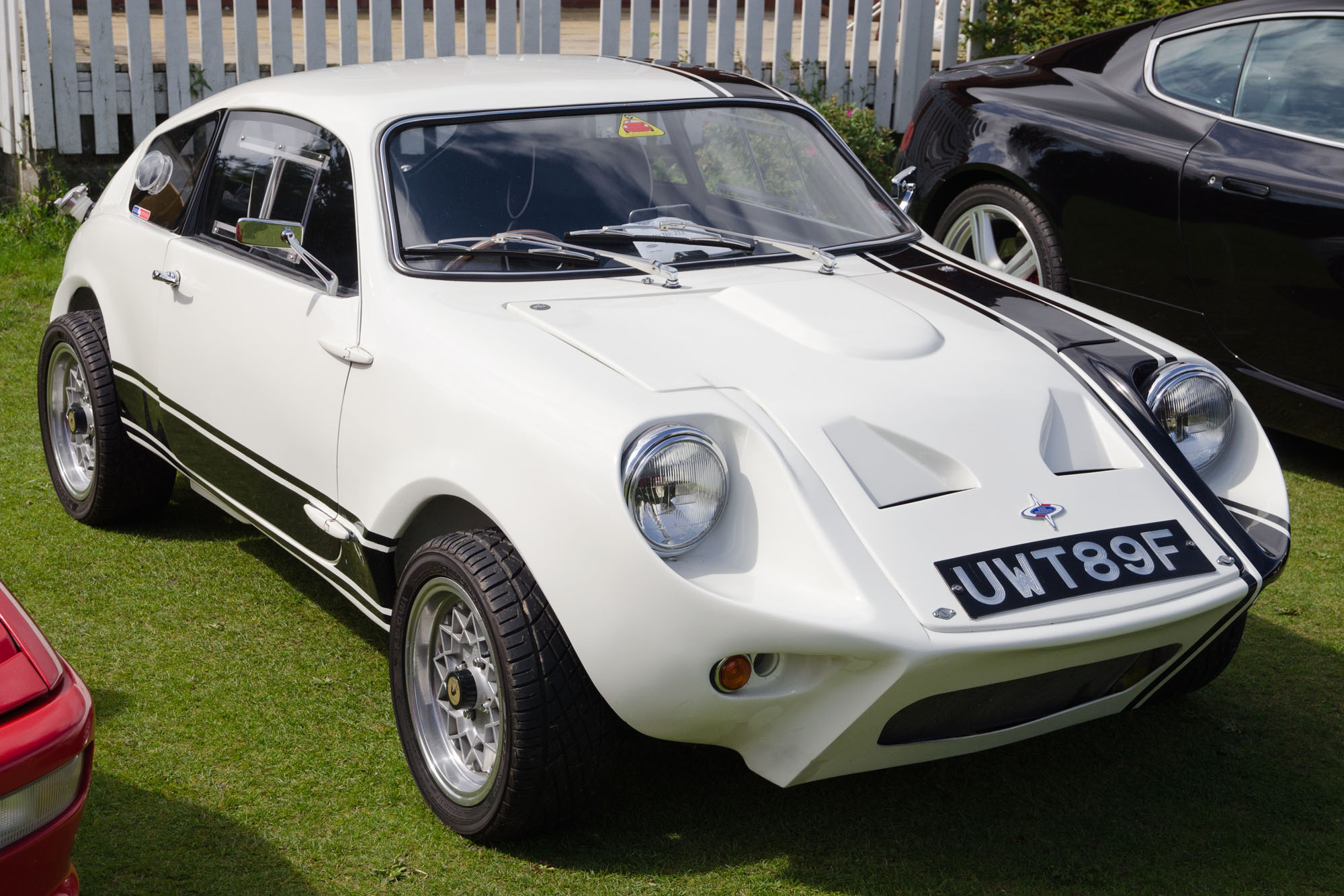
Una Mini Marcos

Alla fine del 1961 Costin lasciò la Marcos, rimpiazzato dai fratelli Peter e Denny Adams.
Le crescenti esigenze  di sicurezza, le difficoltà incontrate nel ripristinare le strutture in caso d'incidente e la perdita dell'esperienza di Costin, indussero la casa britannica ad abbandonare il telaio in legno, rimpiazzato da uno in tubi d'acciaio a sezione quadra, nacque così, nel 1964, la GT 1800, mossa da un motore Volvo di 1,8 litri da 116cv. La vettura era una coupé 2 posti con carrozzeria in vetroresina e un raffinato retrotreno De Dion.
Nel 1965 venne lanciata anche la Mini Marcos (anche in versione Kitcar), variante con carrozzeria coupé alleggerita, della celebre utilitaria Mini che otterrà notevoli successi in gara.
Il periodo fra il 1965 ed il 1968 fu caratterizzato dal tentativo di incrementare la produzione e di ridurre i costi.
A queste esigenze corrispondevano sia il lancio della GT 1600 con motore d'origine Ford Cortina GT da 86cv, che l'abbandono su tutte le GT del ponte De Dion in favore d'un più economico assale rigido.

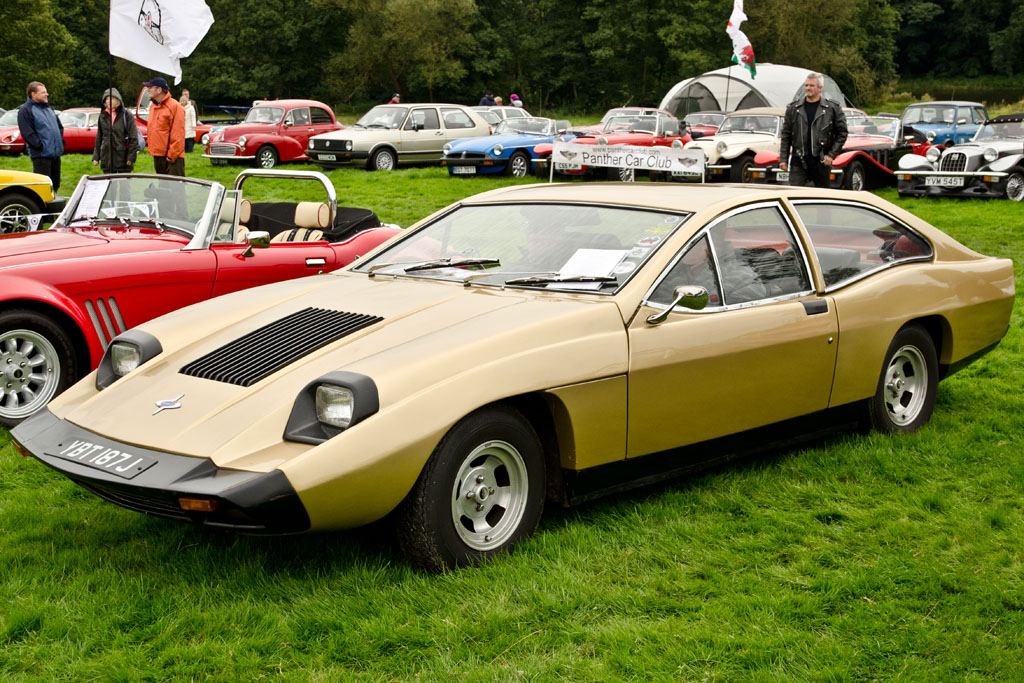
Una Marcos Mantis

Nel 1969 la gamma dei motori venne modificata, con l'introduzione di nuovi motori Ford Essex V4 e V6 con cilindrata, rispettivamente, di 2 (104cv) e 3 litri (140cv). Al solo mercato USA era riservato il 6 cilindri in linea 3 litri della Volvo 164. Questo motore, più pesante e ingombrante del V6 Ford Essex, era meglio adattabile ai dispositivi antinquinamento, ma modificava (a causa del maggior peso all'avantreno e alla necessità di applicare distanziali agli assi anteriori) in peggio il comportamento stradale della GT.
Nel 1971 venne lanciata la Mantis, una coupé 4 posti in fibra di vetro con motore Triumph di 2,5 litri da 160cv.
Le difficoltà finanziarie ed economiche portarono, nel corso del 1972, la Marcos alla chiusura.
Nel 1976 Marsh rientrò in possesso del marchio Marcos e degli stampi, e, a partire dal 1982, ripropose, col nome di Mantula (poi anche Mantara), una riedizione della GT, spinta dal motore V8 3500 Rover.
Questa vettura, con varie modifiche (inclusa una versione spider) e diversi motori, venne proposta per alcuni anni.
Dopo una prima insolvenza nel 2000, il nome Marcos è riapparso sul mercato nel 2002 come Marcos Engineering grazie a un imprenditore canadese ma è scomparsa definitivamente nel 2007.

## Cronologia riassuntiva recente
La storia della Marcos può essere riassunta nella seguente cronologia:

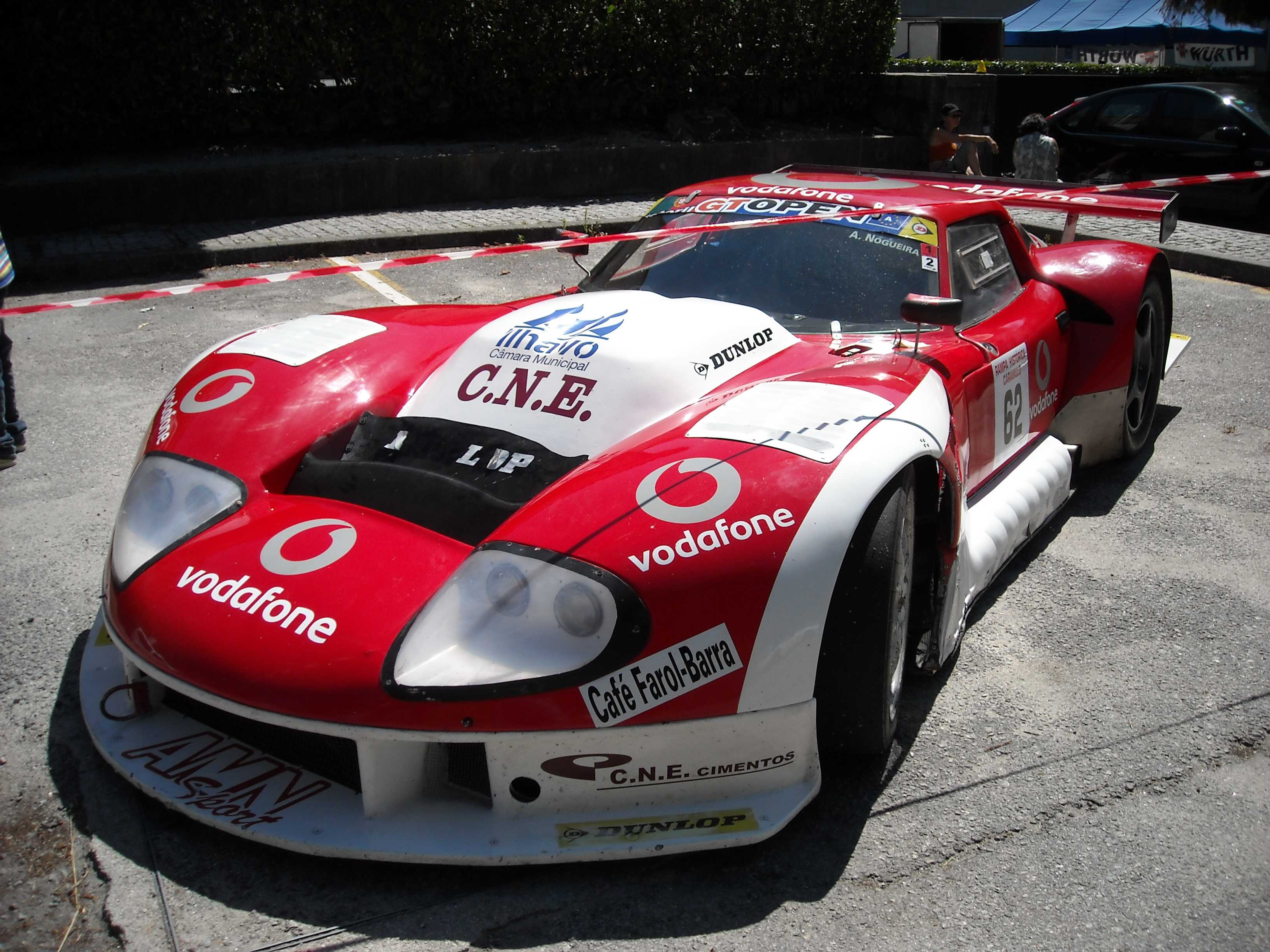
Marcos LM 600

- 1982: lancio della Mantula, riedizione della GT, mossa dal  motore V6 Ford Cologne di 2,8 litri da 150cv.
- 1984: adozione del motore Rover V8 di 3528 cm³ da 160cv
- 1986: lancio della Mantula Spyder.
- 1991: produzione di un numero limitato di esemplari di Mini Marcos
- 1992: presentazione della Mantara, variante sportiva (e meglio adattabile alla preparazione da gara) della Mantula.
- 1993: inizio della partecipazione alle gare del campionato britannico GT e alla 24 Ore di Le Mans.
- 1996: la Mantara LM 600 vince il campionato britannico GT (categoria GT2).
- 1997: lancio della Mantis, variante con motore V8 Ford Mustang della Mantara, e vittoria, da parte della Mantara LM 500, del campionato britannico GT3.
- 2000: vittoria del campionato GT inglese e spagnolo.
- 2001: la casa viene posta in liquidazione. Il settore corse viene acquisito dalla Eurotech, mentre l'attività produttiva viene venduta al manager Rory McMath.
- 2002: lancio della TS 250, versione ristilizzata ed economica della Mantis, spinta da un V6 di 2,5 litri Ford.
- 2003: presentazione della TS 500 evoluzione con motore V8 Chevrolet della TS 250.
- 2004: lancio della nuova coupé TSO, con motore Chevrolet V8.
- 2007 (ottobre): la casa è nuovamente in amministrazione controllata e successivamente viene liquidata.